# Longitarsus callidus
Longitarsus callidus es una especie de insecto coleóptero de la familia Chrysomelidae. Fue descrita científicamente en 1967 por Warchalowski.